# CMLL World Heavyweight Championship
CMLL World Heavyweight Championship, eller "CMLL Sværvægts Verdensmester", er en af mange verdensmestertitler i Consejo Mundial de Lucha Libre (CMLL), en mexicansk Wrestling organisation (Lucha libre). CMLL have mange verdensmesterskaber for forskellige vægtklasser.

## Historie
Sidst i 1980'erne brød det mexicanske wrestlingorganisation Consejo Mundial de Lucha Libre med National Wrestling Alliance og begyndte at skabe deres egne mesterskaber. Det første mesterskab var CMLL World Heavyweight Championship i 1991. Den første mester var Konnan, som vandt en turnering med 16 deltagere.
Máximo er den nuværende mester, efter at han vandt den fra El Terrible den 30. januar 2015. Han er den 19. mester og den 15. wrestler, der har vundet dette bælte. Bæltet bliver for det meste forsvaret i Mexico, men er også blevet forsvaret i Japan. Universo 2000 har rekorden, da han har vundet titlen tre gange og har rekorden for at have holdt bæltet længst tid med i alt 2555 dage samlet.